# North American YF-93
Le North American YF-93 était un développement du chasseur américain F-86 Sabre, qui vit le jour comme une version radicalement différente et reçut sa propre désignation. Deux prototypes furent construits et testés en vol avant que le programme ne soit finalement abandonné.

## Conception et développement
Le 17 décembre 1947, le constructeur North American Aviation débuta une étude de conception, le NA-157, afin de créer un véritable « chasseur de pénétration » correspondant aux besoins d'une version à long rayon d'action de son F-86 Sabre. Afin d'embarquer plus de carburant, un F-86A bien plus grand fut envisagé, capable d'emporter 7 420 litres de kérosène, à la fois en interne et dans deux réservoirs additionnels largables disposés sous les ailes. La nouvelle version possédait théoriquement une distance franchissable de plus de 3 700 km, soit deux fois celle du F-86A de production standard. Le chasseur issu de cette conception reçut initialement la désignation de F-86C et devait rivaliser avec les McDonnell XF-88 Voodoo et Lockheed XF-90, afin de remplir le rôle de chasseur de pénétration demandé par l'US Air Force, mais également pour servir d'avion d'escorte aux bombardiers.
Le F-86C était beaucoup plus gros et lourd, avec une masse supérieure de 4 830 kg par rapport à son prédécesseur. L'augmentation de masse et de gabarit nécessita l'installation d'un train d'atterrissage à doubles roues, une surface alaire augmentée et un turboréacteur plus puissant, le Pratt & Whitney J48, avec une poussée de 27,8 kN à sec et 38,9 kN avec la postcombustion. Avec le radar de recherche SCR-720 et six canons M24 de 20 mm montés dans le nez à la place de l'entrée d'air sur le F-86A, les ingénieurs durent concevoir une nouvelle paire d'entrées d'air de type NACA intégrés aux côtés du fuselage. Une « taille de guêpe » fut également installée au milieu du fuselage, conséquence de calculs répondant au principe de la loi des aires.
En décembre 1947, l'Air Force commanda deux prototypes NA-157 et, considérant les très nombreux changements appliqués à l'avion original, décida de renommer le nouvel appareil YF-93A. Le premier prototype fut construit avec les entrées d'air de type NACA, alors que le deuxième reçut des entrées d'air plus conventionnelles. Six mois plus tard, le contrat initial fut suivi par une commande de 118 F-93A-NA. Toutefois, en février 1949, cette commande fut brutalement annulée,, car les priorités de l'Air Force avaient profondément changé, en grande partie à cause des résultats des tests du tout-nouveau B-47 Stratojet, qui semblait pouvoir se passer d'escorte en raison de ses performances élevées. Alors que les deux prototypes YF-93A sortaient tout-juste des lignes de production, l'US Air Force abandonna le projet.

## Histoire opérationnelle
Les deux prototypes, numéros de série 48-317 et 48-318, débutèrent les essais à l'été 1950 à Muroc Air Field et furent engagés dans une compétition aérienne contre les deux autres projets de chasseurs de pénétration, les XF-88 et XF-90. Le XF-88 Voodoo, de la McDonnell Aircraft Corporation, fut déclaré vainqueur. Finalement, aucun des deux projets ne déboucha sur une commande d'appareils de série.
Les YF-93A furent envoyés aux établissements de l'Ames Research Center (alors élément du NACA) pour des tests approfondis, avant d'être utilisés comme avions suiveurs jusqu'en 1956. Les vols avec les fameuses entrées d'air NACA se montrèrent difficiles à des angles d'attaque élevés, car elles réduisaient l'arrivée d'air aux moteurs, ce qui causait des pertes de puissance importantes. De plus, à cette période des avions dotés de performances plus élevées devinrent disponibles, et les deux prototypes furent finalement déclarés comme étant des surplus, puis envoyés à la destruction à la fin des années 1950.
Les résultats des essais menés par le NACA avec ces deux avions furent toutefois utiles pour la conception des chasseurs de la série des « Centuries », du F-101 au F-106.

## Versions
- F-86C : Désignation originale de la version remotorisée du F-86A, produite à deux exemplaires ;
- YF-93A : Re-désignation des deux prototypes F-86C ;
- F-86C : Désignation prévue pour la version de série, qui avait été commandée à 118 exemplaires mais dont la commande fut annulée par la suite.

## Galerie photographique

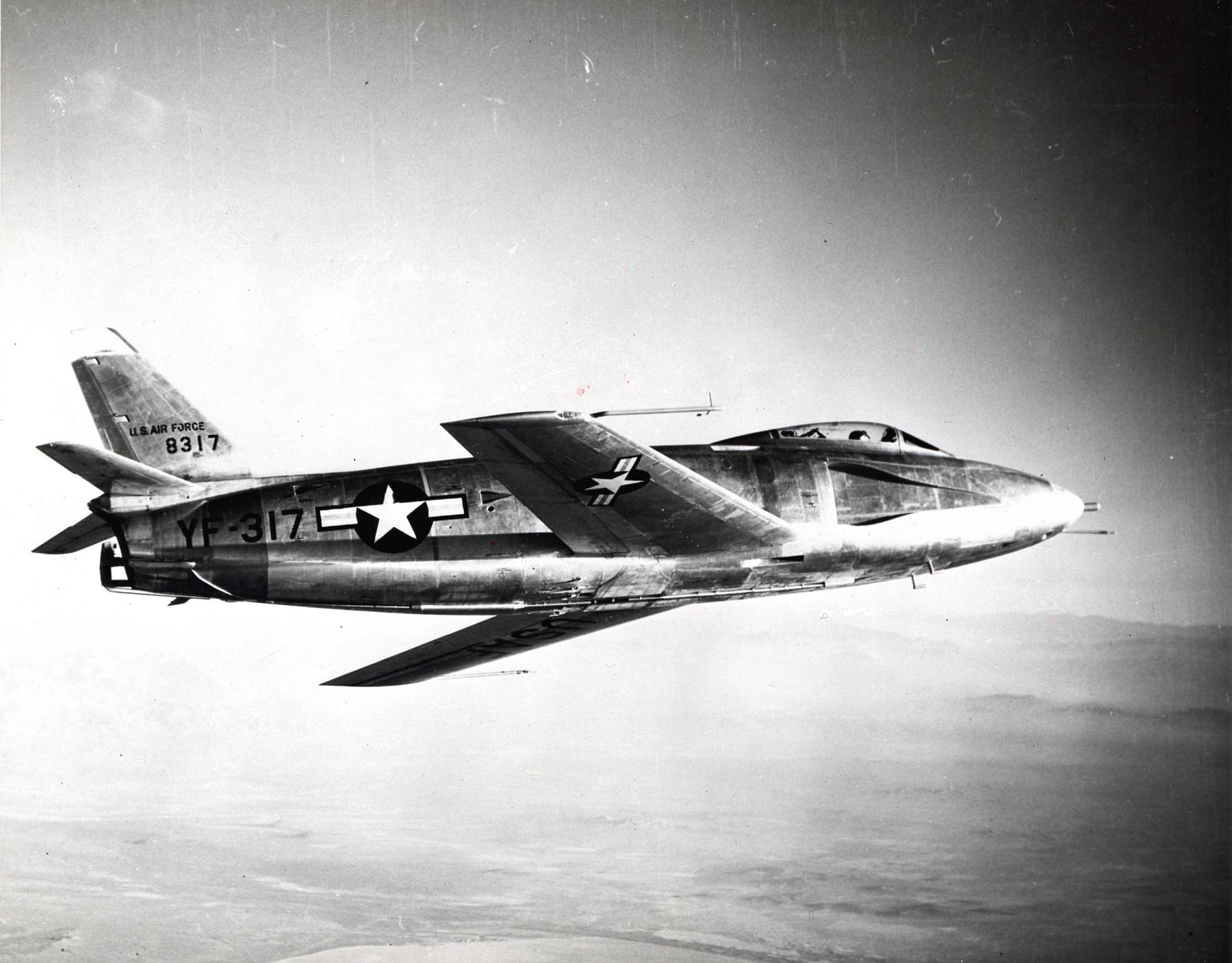
Le premier YF-93 en vol.
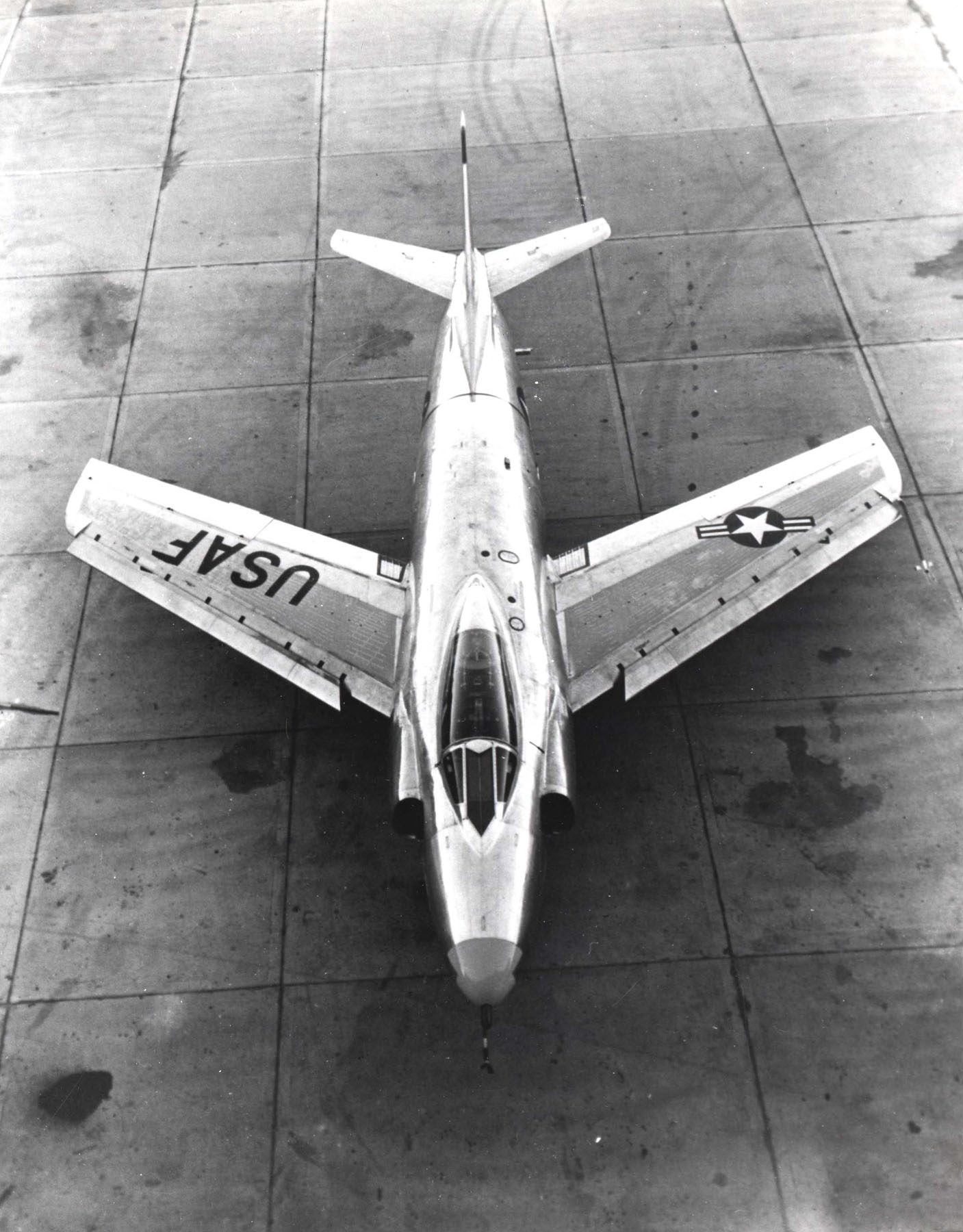
Vue de dessus du second YF-93.